# Sint-Rochus (Halle)
Sint-Rochus is een wijk van de gemeente Halle in de Belgische provincie Vlaams-Brabant. De wijk ligt ten zuidoosten van het stadscentrum, van dit laatste gescheiden door het kanaal, de spoorweg en het station. Ze telt ongeveer 9000 inwoners. De wijk is door de Bospoortbrug met het stadscentrum verbonden.

## Bezienswaardigheden
- De Sint-Rochuskerk aan het Kardinaal Mercierplein is een betonnen kerk met art-deco-elementen, gebouwd van 1925 tot 1928 naar een ontwerp van de architecten Jos Smolderen, John Van Beurden en Van Hoenacker. De kerk werd in 1998 erkend als monument van onroerend erfgoed.[2] Sinds 2005 is een procedure voor restauratie opgestart die de betonschade moet aanpakken.[3] Tijdens het Carnavalfeest van Halle wordt in de kerk een viering met de Gilles en Paysannes georganiseerd.
- Villa Servais in de Servaislaan is een villa in neo-palladiaanse stijl op een ontwerp van Jean-Pierre Cluysenaer en gebouwd in opdracht van de Halse cellist Adrien François Servais.[4] Het gebouw uit 1847 werd gebouwd aan de overkant van het kanaal Brussel-Charleroi en heeft uitzicht op de lager gelegen stad Halle. De schoonzoon van Servais Cyprien Godebski heeft de basreliëfs gemaakt. Het gebouw werd in 2016 door nieuwe eigenaars gerestaureerd en is sinds 2018 een B&B[5]